# Orangeville (Utah)
Orangeville és una població dels Estats Units a l'estat de Utah. Segons el cens del 2000 tenia 1.398 habitants.

## Demografia
Segons el cens del 2000, Orangeville tenia 1.398 habitants, 430 habitatges, i 350 famílies. La densitat de població era de 415,2 habitants per km².
Dels 430 habitatges en un 51,4% hi vivien nens de menys de 18 anys, en un 73,7% hi vivien parelles casades, en un 4,7% dones solteres, i en un 18,4% no eren unitats familiars. En el 16,7% dels habitatges hi vivien persones soles el 6% de les quals corresponia a persones de 65 anys o més que vivien soles. El nombre mitjà de persones vivint en cada habitatge era de 3,25 i el nombre mitjà de persones que vivien en cada família era de 3,68.
Per edats la població es repartia de la següent manera: un 38,4% tenia menys de 18 anys, un 8,6% entre 18 i 24, un 25,9% entre 25 i 44, un 19,2% de 45 a 60 i un 7,9% 65 anys o més.
L'edat mediana era de 29 anys. Per cada 100 dones de 18 o més anys hi havia 95,7 homes.
La renda mediana per habitatge era de 45.057 $ i la renda mediana per família de 48.942 $. Els homes tenien una renda mediana de 43.382 $ mentre que les dones 21.667 $. La renda per capita de la població era de 15.160 $. Entorn del 4,2% de les famílies i el 7% de la població estaven per davall del llindar de pobresa.

## Poblacions més properes
El següent diagrama mostra les poblacions més properes.